# Бейра-Интериор-Сул
Субрегион Бейра-Интериор-Сул (порт. Beira Interior Sul) — экономико-статистический субрегион в центральной Португалии.
Входит в состав Центрального региона.
Включает в себя часть округа Каштелу-Бранку.
Территория — 3738 км². Население — 78 127 человек. Плотность населения — 20,9 чел./км².

## География
Субрегион граничит:
- на севере — субрегионы Кова-да-Бейра и Бейра-Интериор-Норте
- на востоке — Испания
- на юге — Испания и Алту-Алентежу
- на западе — субрегион Пиньял-Интериор-Сул

## Муниципалитеты
Субрегион включает в себя 4 муниципалитета округа Каштелу-Бранку:
- Вила-Велья-де-Родан
- Иданья-а-Нова
- Каштелу-Бранку
- Пенамакор